# Thierry Funck-Brentano
Pour les personnes ayant le même patronyme, voir Funck-Brentano.
Thierry Funck-Brentano est un homme d'affaires français, né le 2 mai 1947 à Boulogne-Billancourt (Hauts-de-Seine). Cogérant de Lagardère SCA et directeur des relations humaines, de la communication et du développement durable du groupe jusqu'en 2021, il épouse l'actrice Marie-France Pisier en 2009.

## Biographie

### Famille et formation
Fils du professeur Jean-Louis Funck-Brentano (1924-1997), médecin néphrologue, professeur à l’École des hautes études en sciences sociales, et de Monique Duhamel (1924-2009), sœur jumelle de l'homme politique Jacques Duhamel, Thierry Funck-Brentano étudie au lycée Janson-de-Sailly à Paris, à l’école Saint-Martin-de-France à Pontoise et à l’université Paris-Dauphine, où il obtient une maîtrise en sciences de gestion et un certificat de doctorat d’économie. Il est aussi titulaire d'un MBA de l’université Northwestern (États-Unis).

### Carrière
Cadre à la direction de la politique sociale (1968-1972) et responsable du service d’audit interne (1975-1979) chez Matra, il devient secrétaire général (1979-1981) puis directeur (1980-1981) de TMC. Directeur de cabinet de Jean-Luc Lagardère (président-directeur général de Matra) de 1982 à 1993, il est directeur des relations humaines et de la communication (à compter de 1986) et porte-parole du président (1993-1998) du groupe Matra Hachette puis du groupe Lagardère (à partir de 2006). Membre du comité exécutif de Lagardère SCA en 1992, il devient cogérant en 2010.

### Vie privée
Par sa mère Monique Duhamel, sœur jumelle de Jacques Duhamel, le père d’Olivier Duhamel, il est son cousin germain. De 2009 à 2011, il est l'époux de Marie-France Pisier (1944-2011), avec qui il a vécu à partir de 1984 et avec laquelle il a deux enfants, Mathieu et Iris, Olivier Duhamel ayant épousé, en 1987, Évelyne Pisier, sœur aînée de Marie-France, et mère de Camille Kouchner, il en est également devenu le beau-frère par alliance.
C'est Thierry Funck-Brentano qui trouvera sa femme, Marie-France Pisier, inerte dans leur piscine, engoncée dans une chaise métallique. Il ne tente rien pour la sauver car d'après sa déposition à la gendarmerie de Saint-Cyr-sur-mer : "Elle ne faisait pas de bulle" ; selon lui : elle était morte depuis longtemps. Ce sont les pompiers qui ont sorti de l'eau Marie-France Pisier puis ont tenté en vain de la réanimer, 45 minutes après l'alerte du mari.

### Décoration
- Chevalier de la Légion d'honneur (2002)